# Вільний Деррі
Вільний Деррі (ірл. Saor Dhoire) — колишня автономна ділянка у місті Деррі, яка з 1969 і до 1972 року була підконтрольна націоналістам. Назва походить від настінного напису в районі Боґсайд, який дослівно перекладався як «Зараз ви входите до Вільного Деррі». 5 січня 1969 року активісти вперше підпорядкували собі ці терени. Через шість днів після спорудження барикад, які б мали перешкоджати вторгненню Королівських констеблів Олстера протестувальники прибрали барикади, однак ситуація перебувала у стані напруги ще кілька місяців.

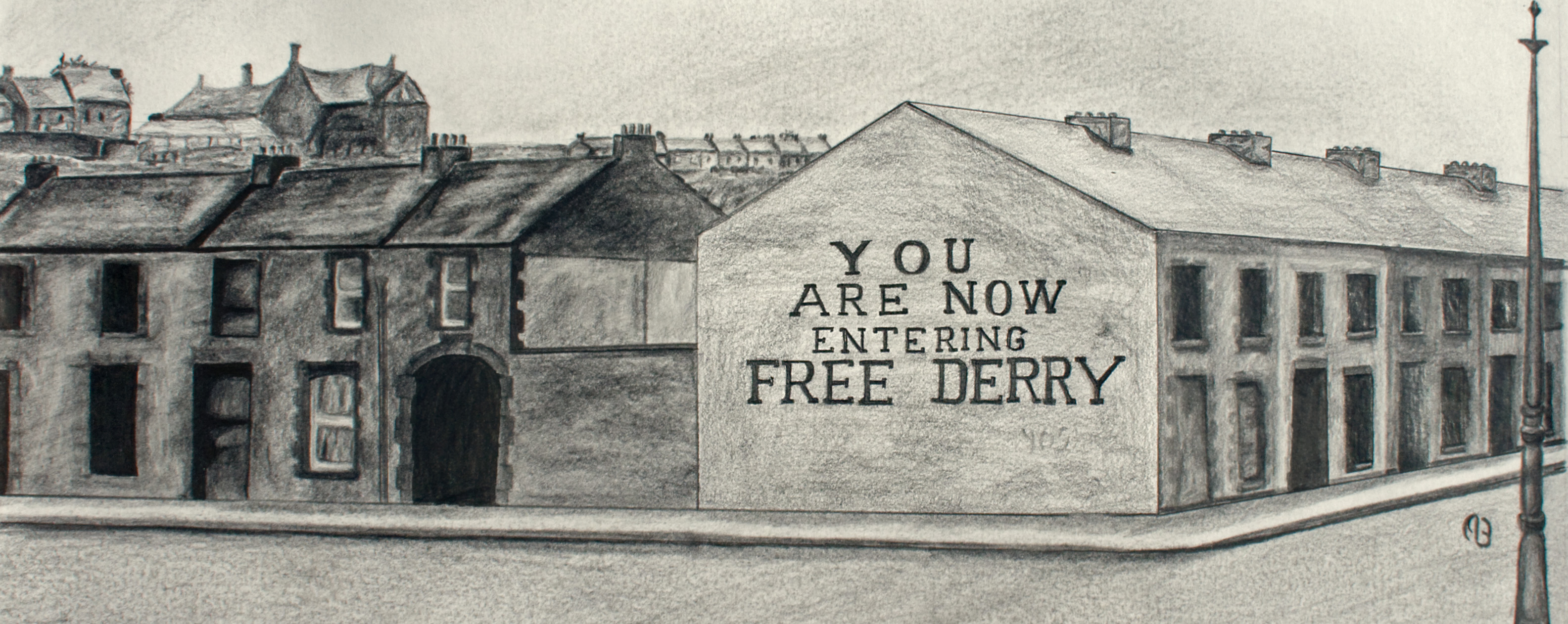
Напис «Зараз ви входити у Вільний Деррі» на розі Лекі Роад та Фаган Стріт у районі Боґсайд. У січні 1969 року цей напис зробив Джон Кейсі.

12 серпня 1969 насильство досягло свого піку, що в свою чергу вилилося у Битву за Боґсайд між мітингарями та ККО. 14 серпня підрозділи британського війська були передислоковані у передмістя а загони ККО були відкликані. Асоціація захисту мешканців Деррі (АЗМД) виголосила, що утримуватиме свої позиції до того часу, поки їх вимоги не будуть виконані. Ситуація тривала до жовтня 1969 року.
Після серпня 1969 року Ірландська Республіканська Армія (ІРА) розпочали переозброєння та вербування осіб. Вже в грудні вона була розділена — Офіційна ІРА та Тимчасова ІРА. Обидві «розділені гілки» ІРА були підтримані мешканцями Вільного Деррі.

## Передмова
Місто Деррі знаходиться недалеко від кордону між Ірландією та Північною Ірландією. Більшість мешканців мають націоналістичні погляди і тому у 1920 році на місцевих виборах саме націоналісти отримали більшість місць. Незважаючи на це місцева рада була підконтрольна Юніоністичній партії Ольстера. Цей контроль був досягнутий перш за все маніпулюванням з виборчими округами. Було встановлено, що голосувати можуть тільки платники податків.

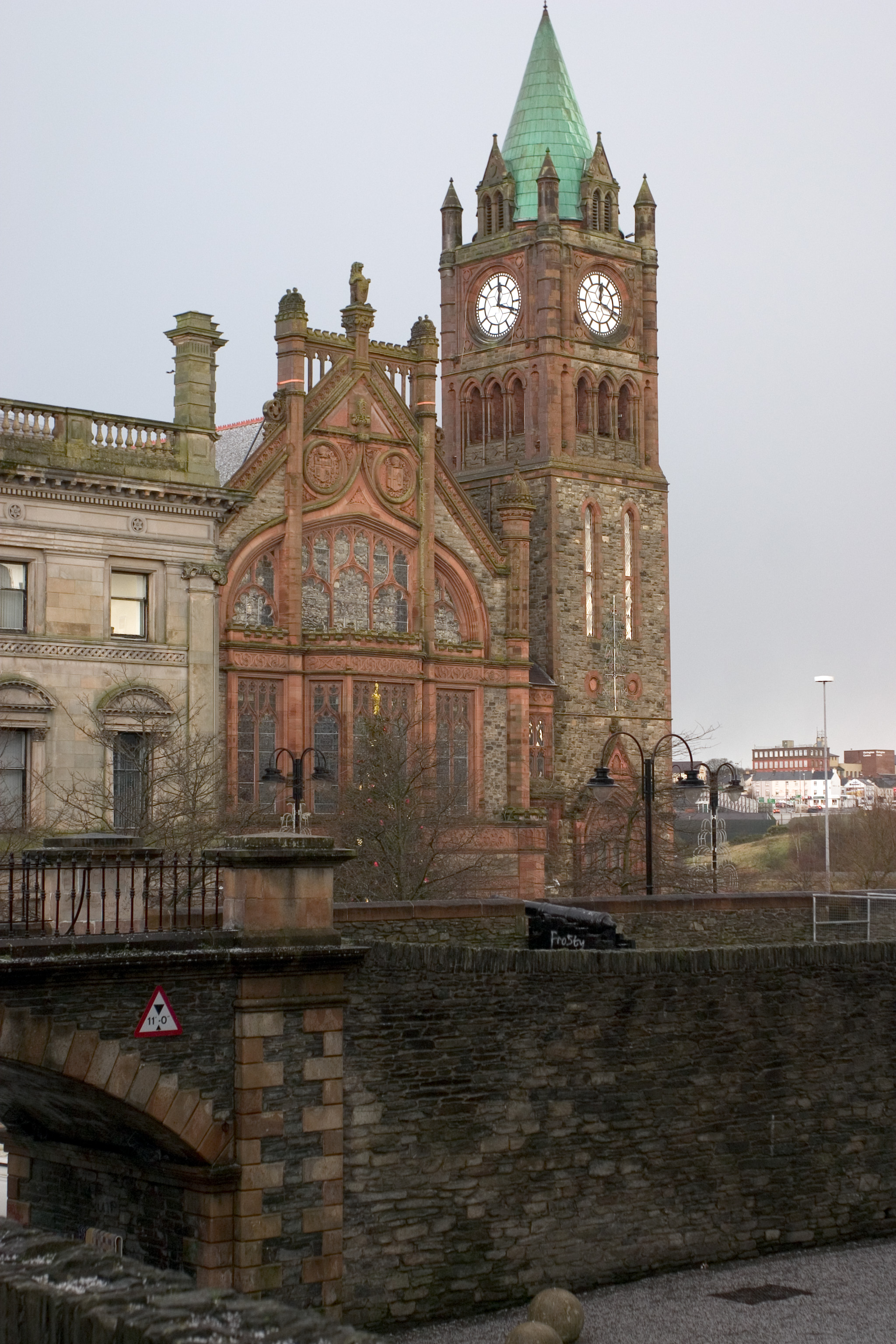
Ґілдголл, де у 1968 році члени КМЗЖД зірвали засідання Корпорації Лондондеррі.

У 1968 році членами лейбористської партії у місті Деррі та республіканським клубом Джеймса Конноллі було утворено Комітет Деррі з житлових дій (КМЗЖД). Це призвело до зриву засідання Корпорації Лондондеррі членами КДЗЖД, що мало пройти в березні 1968 року. В свою чергу того ж місяця було проведено сидячий протест на мості Крейваґен. Після того як у серпні чергове засідання Корпорації Лондондеррі знову було зірване, Імон Мелоґ зв'язався з Асоціацією цивільних прав Північної Ірландії (АЦППІ) та запропонував провести протестну ходу у Деррі. 5 жовтня 1968 року було обрано датою проведення ходи. Проводилася активна підготовка до проведення ходи (більшість роботи лягла на плечі МакКанна та Мелоґа). Згодом було визначено маршрут: він проходив вулицями міста, де місцеві націоналісти зазвичай не проводять подібні заходи. 3 жовтня міністр внутрішніх справ Вільям Крейґ оголосив про прийняття рішення заборонити проведення протестної ходи на тій підставі, що в той самий час проводилася ще одна хода — Учнів з Деррі.
Не дивлячись на заборону проведення ходи протестувальники вирішили все ж пройтися вулицями Деррі, однак їх зупинили Королівські констеблі Ольстера. Правоохоронці застосували силу, побивши кийками демонстрантів, серед яких і депутата парламенту Північної Ірландії Едді МакАтіра та депутата парламенту Сполученого Королівства Ґеррі Фітта. Протестувальники після першого зіткнення почали відступати, однак наштовхнулися на новий загін констеблів, який теж застосував силу. Окрім цього правоохоронні органи використовували водяні гармати.
Такі дії викликали хвилю обурення серед націоналістичної спільноти Деррі і чотири дні потому було узгоджено рішення про формування Комітету дій мешканців Деррі (КДМД). Головою було обрано Джона Г'юма а віце-головою — Івана Купера.

## Перші барикади
Внаслідок подій 5 жовтня була утворена інша громадська спільнота — Народна демократія, яка складалася зі студентів Королівського університету Белфасту. 1 січня 1969 року сорок активістів розпочали свою ходу з Баласту в Деррі на підтримку цивільних прав громадян. В декількох точках маршруту хода зіткнулася з силами лоялістів, які всіляко намагалися їм перешкодити. За п'ять миль від Деррі на учасників ходи наскочив натовп з двохсот чоловік, деякі з яких застосовували каміння та цвяхи. Згодом, половина з нападників була ідентифікована членами Б-Спеціалз, які на момент ходи перебували у засідці а у розпал сутички відступили до річки і були закидані камінням. Внаслідок зіткнення десятки демонстрантів було доставлено до лікарні. Решта вцілілих продовжила ходу, і згодом була ще раз атакована на шляху до мосту Крейґавон. Згодом вони дісталися площі Ґілдголл та провели мітинг. Після мітингу розпочалися масові заворушення.
Наступного дня більш ніж 1,500 мешканців міста, озброївшись дерев'яними палицями та шматками металевих ґрат заходилися будувати барикади. Правоохоронці були повідомленні, що вони не буду допущені на визначені терени. Голова КДМД Джон Г'юм звернувся до мешканців міста та закликав боронити укріплення. Було сформовано кілька груп місцевих патрульних, які доглядали порядок а місцевий громадський активіст Джон Кейсі на будинку, який розташовувався на розі Лекі Роад та Фаган Стріт вивів напис «Зараз ви входите у Вільний Деррі». Стіна цього будинку з леґендарним написом стала відомим місцем зустрічі активістів. 7 січня площа барикад була розширена, аби долучити до неї інший націоналістичний район — Кріґґан. Згодом розпочала роботу підпільна радіостанція «Радіо Вільного Деррі», які заохочували протестарів повстанськими піснями. Було зафіксовано кілька спроб правопорушення, одна у справу звично вступали місцеві патрулі. Після кількох актів насильства та знищення, 10 січня члени КДМД закликали розібрати барикади. Барикади були прибрані наступного ранку.

## Квітень 1969
Протягом наступних трьох місяців продовжувалися сутички за участю молодиків, які жбурляли каміння в поліцейських. 19 квітня хода від мосту Бернтоллет до центру міста була заборонена. Протест все ж відбувся, в центрі міста розпочалися сутички з так званими «Пейслиїстами» — юніонистами, які підтримували погляди про цивільні права Іана Пейслі. Правоохоронці намагалися відтіснити протестуючих в Боґсайд, однак отримали опір і самі відступили до своїх казарм. Сутички продовжувалися, почалося спорудження барикад, в основному під керівництвом Бернадетт Девлін, депутатом від середнього Ольстеру. Поліція, переслідуючи заколотників по вулиці Вільям стріт увірвалася в будинок до Семюела Девенні, жорстоко побила його, його сім'ю та двох друзів. Девенні був доставлений в лікарню стікаючи кров'ю через численні забої голови. Опівночі чотириста королівських констеблів Ольстеру у повному спорядженні зайняли Боґсайд.

## Серпень— Жовтень 1069
Парад хлопців-підмайстрів — це щорічне свято юніоністів, яке приурочене до Облоги Деррі 1689 року, яка почалася, коли тринадцять молодих хлопчиків-підмайстрів закрили ворота міста, перешкодивши рух армії короля Джеймса. У той час парад проводився 12 серпня кожного року. Учасники з усієї Північної Ірландії і Великої Британії йшли вздовж міських стін над Богсайд і часто відкрито вороже ставилися до жителів району. 30 липня 1969 року була створена Асоціація захисту мешканців Деррі (АЗМД), щоб спробувати зберегти мир в період параду, а також захищати Богсайд і Крігган у разі нападу. Головою АЗМД став Шон Кінан, ветеран ІРА, а заступником голови став Педді Догерті, популярний місцевий житель, іноді відомий під псевдонімом «Педді Богсайд». Посаду секретаря посів Джонні Уайт. АЗМД головував над меншими локальними групами, які займалися спорудженням барикад, які були зведені 11 серпня. Сам парад розпочався наступного дня і проходив через Ватерло Плас, на краю району Богсайд. Бойові дії між учасниками параду і мешканцями району тривали дві годині, допоки не втрутилася поліції. Правоохоронці почали зачистку Вільям Стріт від мешканців Богсайду, слідом за пейслістами. Однак вони наткнулися на стіну з каміння і пляшок із запальною сумішшю. Ці жорстоків зіткнення стали відомі як Битва за Богсайд. Пізніше того вечора, після другого відтіснення активістами поліція застосувала бойовий газ на основі хлорбензальмалондінитрилу. У відповідь молодики на даху будинку по вулиці Розвіль стріт скидували бензинові бомби на поліцейських. АЗМД використовували рації для зв'язку між штаб-квартирою на Вестленд стріт і локальними осередками активістів. Також починають функціонували осередки медичної допомоги, на повну функціонує Radio Free Derry для активістів та їх сімей. На третій день боїв, 14 серпня уряд Великої Британії моболізував Б-Спеціалз. Проте, перш ніж вони встигли втягнутися у протистояння були розгорнуті британські війська, несучи автоматичні гвинтівки і пістолети-кулемети. Б-Спеціалс і Королівські констеблі Ульстеру залишили місце зіткнення.
Депутація, яка включала Імона МакКана, зустріла представників зі старших армійських офіцерів, і оголосив, що втручання армії не буде дозволено, допоки не будуть виконані певні вимоги, в тому числі роззброєння ККО, розформування Б-Спеціалс і скасування Стормонту (Парламенту і уряду Північної Ірландії). Офіцери погодилися, що ні війська, ні поліція не увійдуть у райони Богсайд і Крегган. Також було створено «Корпус миру» для підтримки законності і порядку. Коли міністр внутрішніх справ Великої Британії Джим Каллаган відвідав Північну Ірландію і 28 серпня оголосив про свій намір відвідати район Богсайд, то отримав офіційну заяву, що він не може привести поліцію або солдат із собою. Каллахан погодився. У супроводі членів Комітету оборони він «прокотився вздовж натовпом тисяч, що нахлинув» до Рузвіль-стріт і Лекі-роуд, де він «знайшов притулок» в місцевому будинку, а потім звернувся до натовпу з вікна верхнього поверху.
Після візиту Каллахана деякі з барикад були розібрані, однак більшість з них так і лишилися, оскільки народ чекав на реальні реформи. Закон і порядок підтримувався за рахунок «корпусу добровольців», організованих АЗМД, які патрулювати вулиці і барикади. Рівень криміналу був дуже низький. У вересні барикади були замінені на білі лінії, намальовані на дорозі.
На початку жовтня Звіт Ганта був щодо майбутнього поліції в Північній Ірландії був представлений в Стормонті. 10 жовтня Джим Каллахан провів переговори з кабінетом Стормонту в Белфасті, після чого рекомендації були прийняті та оприлюднені. Вони включали рекомендації щодо роззброєння ККО повинен і заміну Б-Спеціалс новою структурою. Тоді був представлений новий головний констебль ККО — англієць Артур Янг. Він разом з Каллаханом відправився в Белфаст. Того ж дня Шон Кінан оголосив, що АЗМД має бути розпущена. 1 жовтня Каллахан і Янг особисто відвідали Вільний Деррі, а 12 жовтня перші військові поліцейські увійшли в Богсайд — пішки і без зброї.

## Кривава неділя

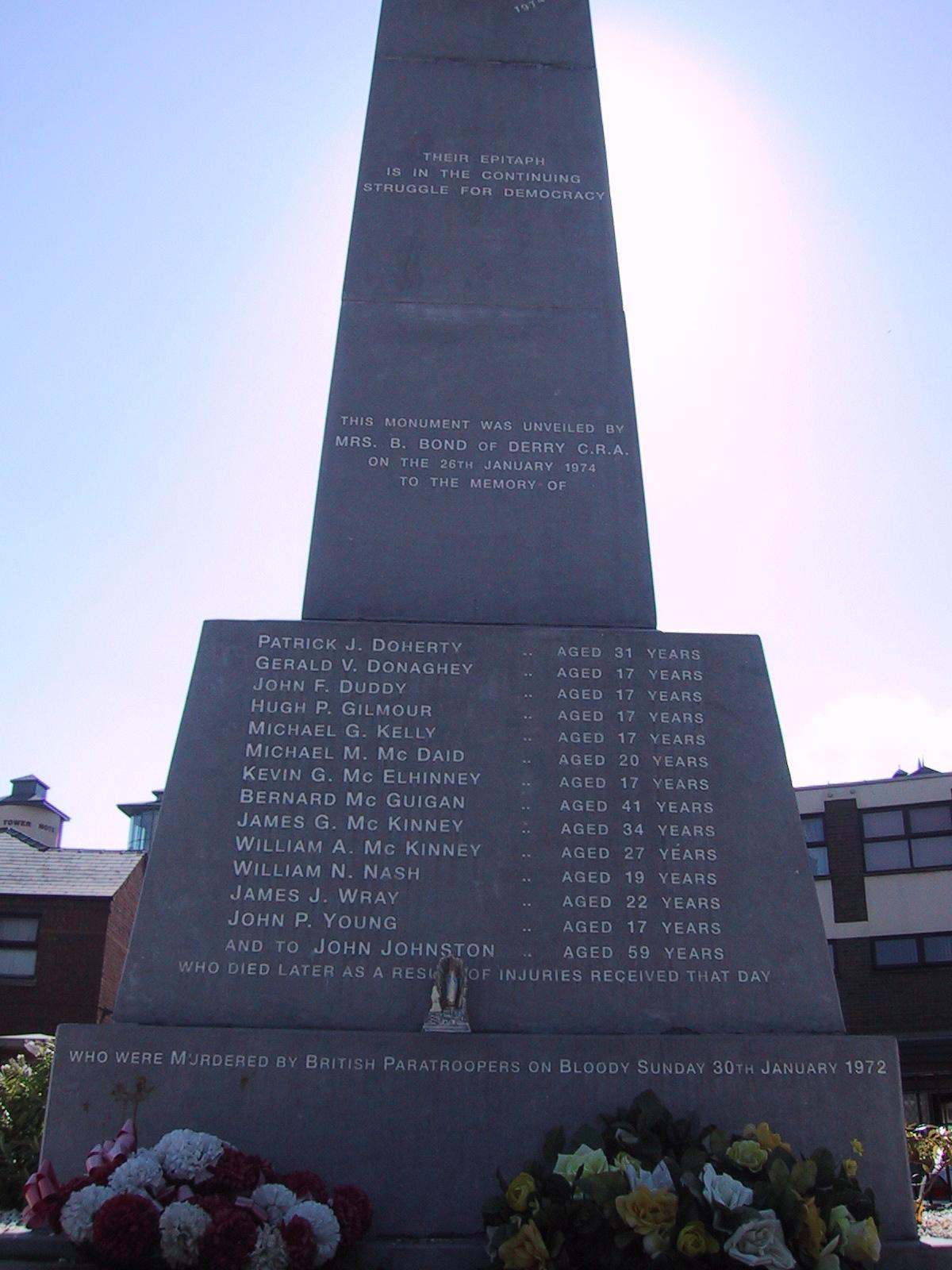
Меморіал на честь загиблих під час подій Кривавої неділі